# Carl Börner (Bildhauer)
Carl Börner (* 29. Juni 1828 in Niederwiesa, Schlesien; † 19. April 1905 in Hamburg) war ein deutscher Bildhauer.
Börner kam Anfang der 1860er Jahre nach Hamburg, um das von Julius Lippelt begonnene Schillerdenkmal zu vollenden. Der Bronzeguss wurde dann durch die eigens dafür gegründete Gießerei von G. Schultz übernommen. Er war Mitglied im Hamburger Künstlerverein von 1832.

## Werk
- Hamburg-Altstadt

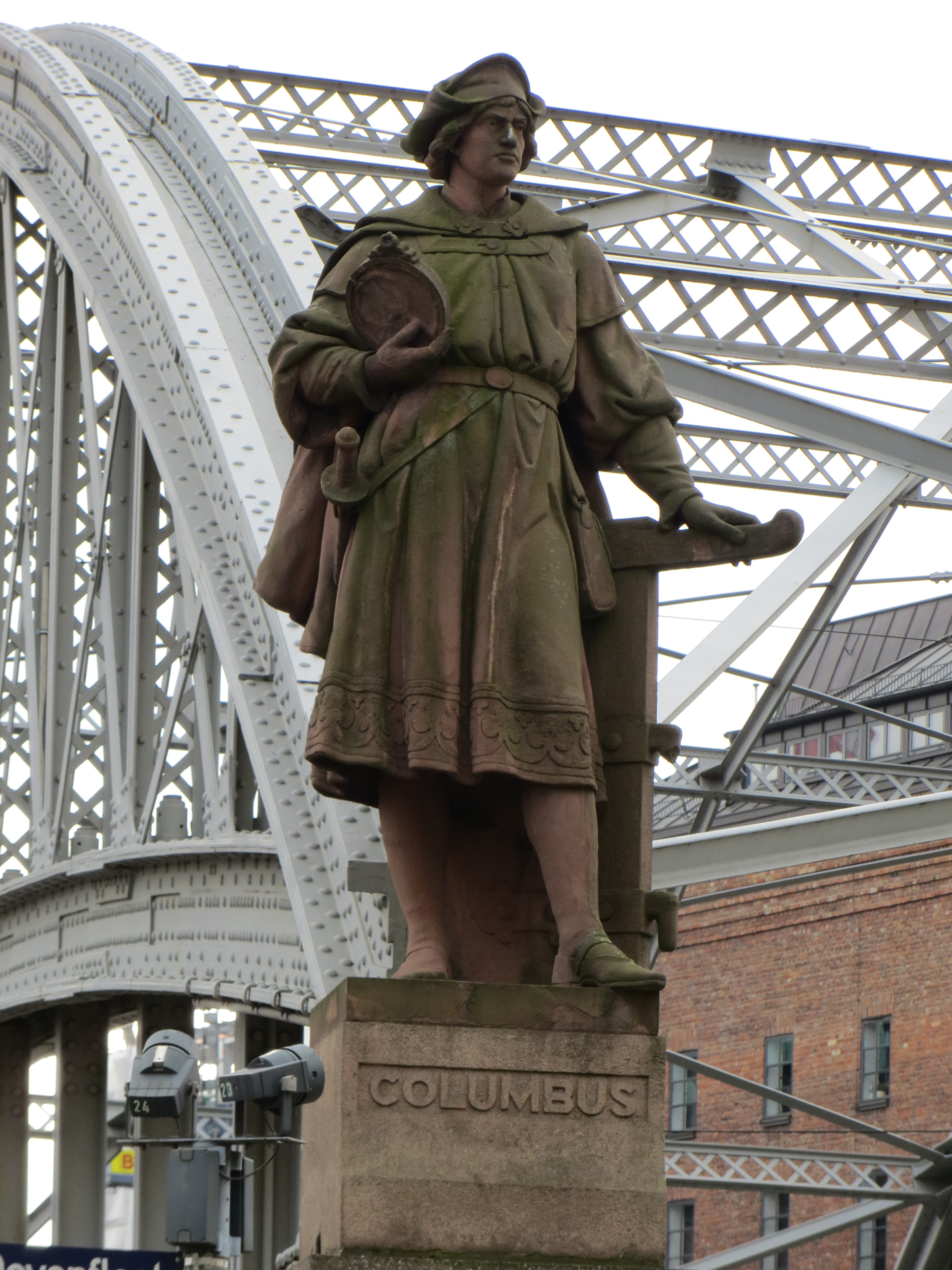
Columbus-Standbild an der Kornhausbrücke

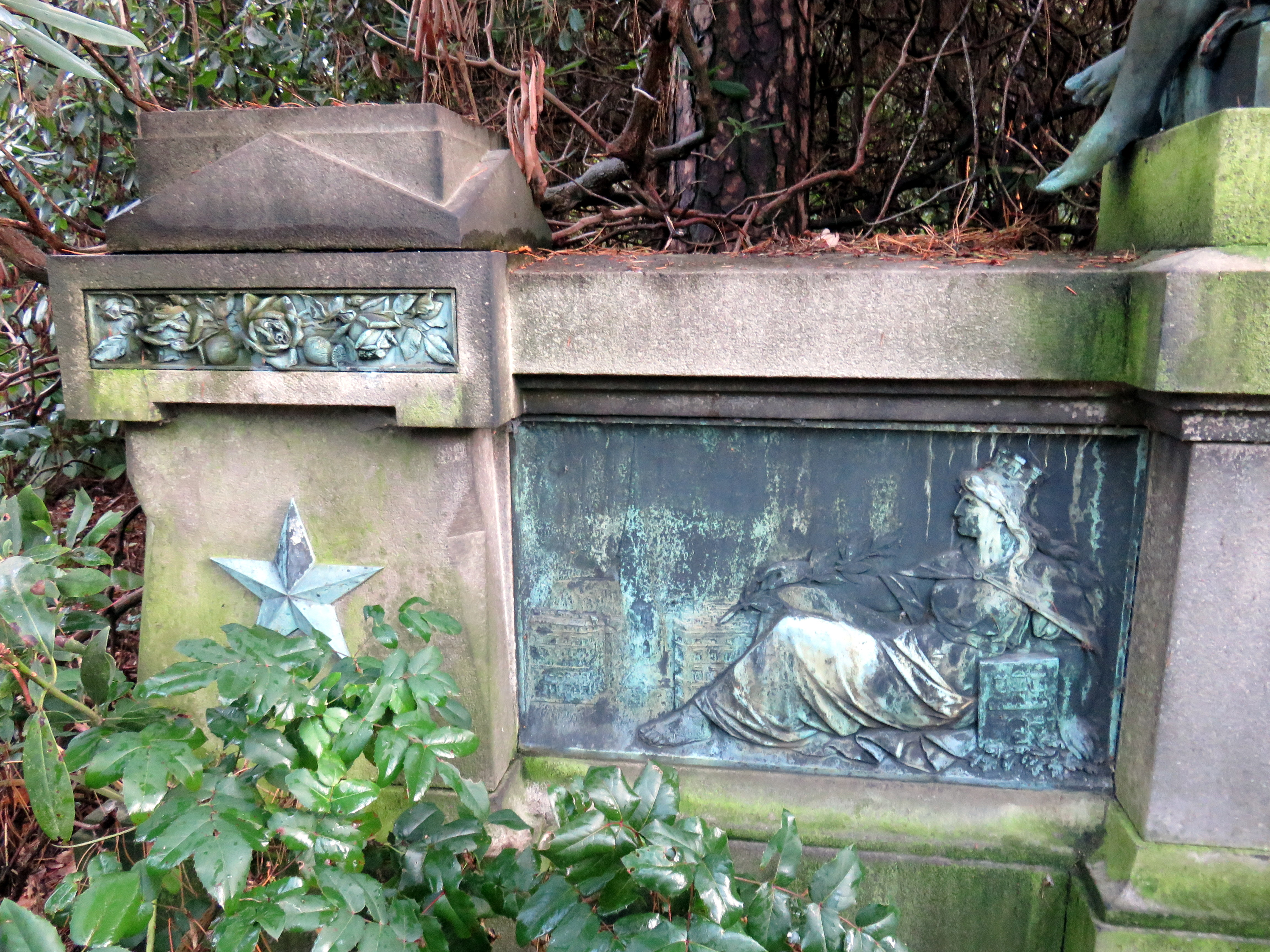
Relief „Hammonia“ mit Hamburger Innenstadt, Grab Reinhold, Friedhof Ohlsdorf

  - Zwei gußeiserne Elefanten, Afrikahaus
- Hamburg-Mitte
  - Statue des Kaisers Joseph II. für das Rathaus
  - Vier Löwen am Rathaushof
  - Kersten-Miles-Statue auf der gleichnamigen Brücke
  - Landsknechtsfigur am Gebäude der Feuerkasse
  - Kolumbus-Skulptur auf der Kornhausbrücke
  - Vollendung des Schiller-Denkmals (enthüllt 1866)
- Hamburg-Harburg, alter Friedhof
  - Statue des Grabmals für gefallene Soldaten des Ersten Weltkriegs (Signatur der Statue C. Börner. 1891.)
- Hamburg, Friedhof Ohlsdorf
  - Linkes Relief („Hammonia“) an Grabmalwand Familie Reinhold von 1898 (Signatur C. Börner)[1]